# Dunja Jutronić
Dunja Jutronić (Split, 1943. - Rijeka, 13. kolovoza 2025.), hrvatska je jezikoslovka.

## Život i djelo
Rođena je u Splitu 1943. godine. Engleski jezik i književnost diplomirala je na Filološkom fakultetu u Beogradu, a poslijediplomski studij na Pennsylvania State University završila je 1969. godine, gdje je dvije godine kasnije i doktorirala na tamošnjemu Odsjeku za lingvistiku. Nakon povratka iz SAD-a zaposlila se u Institutu za lingvistiku Sveučilišta u Zagrebu, a zatim na Odsjeku za engleski jezik i književnost na Filozofskoga fakulteta u Zadru (1973. − 1993.), na kojemu je stekla i naslov redovnoga profesora. Potom je radila na Odsjeku za engleski jezik Sveučilišta u Mariboru, gdje je bila predstojnica istoga Odsjeka. Nekoliko puta je koristila Fulbrightovu stipendiju, te predavala na mnogim sveučilištima u SAD-u (Yale, Stanford, Cornell). U Interuniverzitetskom centru u Dubrovniku redovito je vodila tečaj „Filozofija lingvistike”. Objavila je preko stotinu jezikoslovnih radova. Područje zanimanja Dunje Jutronić su teorijska lingvistika, urbana dijalektologija i filozofija jezika. Članica je Hrvatskoga društva za primijenjenu lingvistiku, Hrvatskoga društva za analitičku filozofiju, članica je uredništva časopisa Jezikoslovlje i Croatian Journal of Philosophy, kao i Udruge za zaštitu splitske čakavštine Marko Uvodić Splićanin – Katedra čakavskoga sabora. Potpisnica je Deklaracije o zajedničkom jeziku u kojoj se tvrdi da se u Hrvatskoj, Bosni i Hercegovini, Srbiji i Crnoj Gori govore nacionalne standardne varijante zajedničkog policentričnog standardnog jezika.

## Zanimljivosti
Sredinom 20. stoljeća osvojila je titulu juniorske prvakinje Jugoslavije u troboju (trčanje, skok u vis, bacanje kugle). Davno osvojen naslov važan je zbog toga što njezin rekord nikada nije nadmašen. U 21. stoljeću aktivno sudjeluje u natjecanjima plivačkih maratona.

## Publikacije (izbor)
- ——. 2013. Rječnik splitskoga govora. Slobodna Dalmacija. Split. str. 224. ISBN 978-953-7088-90-3. (NSK)
- ——. 1991. Lingvistika i filozofija – Ogledi o filozofskoj utemeljenosti lingvistike. Biblioteka Filozofska istraživanja, knjiga 39. Hrvatsko filozofsko društvo. Zagreb. str. 202. (NSK)
- ——. 1975. Serbo-Croatian and American English in contact. Michigan University. Ann Arbor. str. 242. (NSK)

## Vanjske poveznice
- Publikacije Dunje Jutronić na ResearchGate
- Dunja Jutronić u katalogu Kongresne biblioteke
- Djela čiji je autor Dunja Jutronić u međunarodnoj normativnoj datoteci VIAF
- Dunja Jutronić u online katalogu Nacionalne i sveučilišne knjižnice u Zagrebu
- Djela čiji je autor ili tema Dunja Jutronić u knižnicama (WorldCat kataloga)